# Comté de Richland (Wisconsin)
Pour les articles homonymes, voir Comté de Richland.
Le comté de Richland est un comté situé dans l'État du Wisconsin aux États-Unis. Son siège est Richland Center. Selon le recensement de 2000, sa population était de 17 924 habitants.